# Nâdiya
Nadia Zighem, mer känd som Nâdiya, född den 19 juni 1973 i Tours, är en fransk sångerska. 

## Karriär
Sedan karriären drog igång 1999 har Nâdiya spelat in fem studioalbum. Även om hon hade en viss framgång med sina första singlar var det inte förrän år 2004 som hon slog igenom, detta med albumet 16/9. Albumet gav singlar som "Parle-moi", "Et c'est parti..." med Smartzee och "Si loin de vous". Alla dessa nådde topp-10-placeringar på den franska singellistan och blev även hits i Belgien och Schweiz. Detta ledde till att albumet år 2005 vann priset för "årets rap/hiphop/R&B-album" vid Victoire de la musique.
Succén fortsatte år 2006 då hennes självbetitlade tredje studioalbum Nâdiya blev hennes första att toppa den franska albumlistan. Nya hitlåtar blev "Tous ces mots", "Roc" och "Amies-ennemies". De nådde alla topp-5-placeringar på både den franska och belgiska singellistan (Vallonien). År 2007 deltog hon för första och enda gången i Les Enfoirés. År 2008 spelade hon in Enrique Iglesias låt "Tired of Being Sorry" som en duett tillsammans med Iglesias själv. Denna blev hennes första singeletta i både Frankrike och Belgien, förutom "Et c'est parti..." som hade nått första plats i Flandern år 2004. Samma år spelade hon in låten "No Future in the Past" tillsammans med Kelly Rowland. Den 8 december 2008 gav hon ut sitt femte och senaste studioalbum Électron Libre.

### NRJ Music Awards
Hon har nominerats tre gånger vid NRJ Music Awards men har inte vunnit något pris. Både år 2007 och 2009 var hon en av de nominerade för priset "årets kvinnliga franska artist" men dessa priser vanns av Diam's respektive Jenifer. År 2009 var hon även nominerad till priset för "årets franska duett/musikgrupp" tillsammans med Enrique Iglesias. Det priset vanns dock av truppen som medverkade i musikalen Cléopâtre med Sofia Essaïdi i huvudrollen som Kleopatra.

## Diskografi

### Album
- 2001 – Changer les Choses
- 2004 – 16/9
- 2006 – Nâdiya
- 2007 – La Source
- 2008 – Électron Libre

### Singlar
- 1999 – "Dénoue mes mains"
- 2000 – "J'ai confiance en toi"
- 2001 – "Chaque fois"
- 2004 – "Parle-moi"
- 2004 – "Et c'est parti..." (med Smartzee)
- 2004 – "Si loin de vous"
- 2005 – "Signes"
- 2006 – "Tous ces mots" (med Smartzee)
- 2006 – "Roc"
- 2006 – "Amies-ennemies"
- 2007 – "Vivre ou Survivre"
- 2008 – "Tired of Being Sorry" (med Enrique Iglesias)
- 2008 – "No Future in the Past" (med Kelly Rowland)
- 2009 – "J'irai Jusque Là"
- 2009 – "Miss You" (med Enrique Iglesias)